# Новый путь (газета)
Новый путь (укр. Нова путь) — регіональний суспільно-політичний щотижневик, що видається в місті Лисичанську. До 2016 року власником газети було КП «Редакція регіональної суспільно-політичної газети „Новий путь“», що підпорядковувалося Лисичанській міській раді. Після ухвалення в грудні 2015 року Верховною Радою України закону «Про реформування державних і комунальних друкованих засобів масової інформації» його роздержавили. Нині власником газети є ПП «Редакція регіональної суспільно-політичної газети „Новий путь“».

## Історія
Газета «Новый путь» видається із січня 1918 року. Це одна з найстаріших газет України. Дев'яносто років тому вона називалася «Голос праці» і була органом більшовицької Ради робітничих, солдатських та селянських депутатів. У різні часи газета мала різні назви — «Голос труда», «Углекоп», «Большевицкий штурм» (редактор В. В. Вавилов), «Лисичанский робочий» (А. Н. Севастьянов), а з 1962 року — «Новый путь». Першим редактором газети з її нинішньою назвою був один із найстаріших журналістів сходу України, член правління Національної спілки журналістів України — І. М. Федотов.
Роки Другої світової війни були суворим випробуванням і для колективу Лисичанської газети. Але вона продовжувала виходити і в 1942-му, і в 1943-му.
Ще в 30-ті роки почала працювати при редакції літературна студія. Сьогодні літоб'єднання «Исток» налічує понад 30 поетів і прозаїків.
В 1968 році «Новый путь» нагороджений Почесною грамотою Президії Верховної Ради УРСР. В 1978 році — Дипломом ділянки ВДНГ СРСР. У ці роки газета була колективним агітатором і пропагандистом, вірним помічником партії в здійсненні завдань, які ставилися на кожному етапі соціалістичного будівництва.
Робота з авторським активом не раз була оцінена Спілкою журналістів СРСР: лисичанська газета була лауреатом Усесоюзної літературної премії імені Марії Ульянової.
Газета «Новый путь» першою повідомила киянам про будівництво нового великого підприємства — заводу гумотехнічних виробів, і великого житлового масиву навколо нього. Зі сторінок міської газети вони дізнавалися про перший кіл, забитий на території нинішнього ПрАТ «ЛиНІК».
Після В. М. Федотова редакцію очолив Володимир Владимиров, а за ним на чолі підприємства стала Тетяна Лугова, яка протягом 15 років очолювала трудовий колектив газети.
Із 22 вересня 2006 до 2012 року керівником видання була Лідія Хількевич, газета стала виходити в повнокольорі. А 1 лютого 2008 року газета створила власний сайт.
У 2017 році визнана найкращою місцевою газетою за версією Національної спілки журналістів України.